# Yougoum (Tesker)
Yougoum (auch: Yogoum) ist ein Dorf in der Landgemeinde Tesker in Niger.

## Geographie
Das von einem traditionellen Ortsvorsteher (chef traditionnel) geleitete Dorf befindet sich rund 101 Kilometer südöstlich des Hauptorts Tesker der gleichnamigen Landgemeinde und des gleichnamigen Departements Tesker in der Region Zinder. Zu den Siedlungen in der näheren Umgebung von Yougoum zählen Dourwanga im Nordwesten, Mir im Südosten, Boutti im Süden und Kringuim im Südwesten.
Es herrscht das Klima der Sahara vor, mit einer durchschnittlichen jährlichen Niederschlagsmenge von unter 200 mm.

## Geschichte
Im Gebiet von Yougoum lebt die Tubu-Untergruppe der Azza von Tesker, die als friedfertige Marabouts bekannt sind. Die Azza von Tesker wurden 1985 als eigene Gruppierung (groupement) anerkannt. Ihr Anführer wurde 2016 Taher Mahamane Hassane.
Die landesweite Ernährungskrise von 2010 war auch von einer Futtermittelknappheit begleitet. In Yougoum kam es zu einem massiven Viehsterben.

## Bevölkerung
Bei der Volkszählung 2012 hatte Yougoum 379 Einwohner, die in 78 Haushalten lebten. Bei der Volkszählung 2001 betrug die Einwohnerzahl 270 in 52 Haushalten und bei der Volkszählung 1988 belief sich die Einwohnerzahl auf 760 in 159 Haushalten.
Die Bevölkerungsdichte in diesem Gebiet ist gering und liegt bei unter 10 Einwohnern je Quadratkilometer.

## Wirtschaft und Infrastruktur
Yougoum liegt in einem Gebiet der Naturweidewirtschaft, wobei vor allem die Rinder- und Schafzucht wirtschaftlich bedeutend sind. Mit einem Centre de Santé Intégré (CSI) ist ein Gesundheitszentrum im Dorf vorhanden. Das nigrische Unterrichtsministerium richtete 1996 gemeinsam mit dem Welternährungsprogramm der Vereinten Nationen zahlreiche Schulkantinen in von Ernährungsunsicherheit betroffenen Zonen ein, darunter eine für Nomadenkinder in Yougoum.